# 安洞院
安洞院（あんとういん）は、福島県福島市山口にある曹洞宗の寺院。山号は香澤山。文知摺観音堂の別当寺として建立された寺で信達三十三観音霊場第2番札所である。

## 歴史

### 文知摺観音堂
この観音堂の創建年代等については不詳であるが、平安時代前期の公家源融（河原左大臣）にまつわる言い伝えが残されている。

### 安洞院
この寺は、1595年（文禄4年）に文知摺観音堂の別当寺として建立された。

## 文化財
- 多宝塔は1812年（文化9年）に八世光隆和尚により建立[1]。1982年（昭和57年）に県指定文化財に指定された[2]。
- 文知摺観音の「文知摺石」は1963年（昭和38年）に市指定史跡および名勝に指定された[3]。

## 所在地
- 福島県福島市山口字寺前5